# Estêvão Ângelo Fernando
Estêvão Ângelo Fernando (ur. 17 czerwca 1974 w Inhassunge) – mozambicki duchowny katolicki, biskup Alto Molócuè od 2025. 

## Życiorys
Święcenia kapłańskie otrzymał 24 czerwca 2001 i został inkardynowany do diecezji Quelimane.
23 stycznia 2025 papież Franciszek mianował go ordynariuszem nowo powstałej diecezji Alto Molócuè. Sakry udzielił mu 10 maja 2025 w katedrze Najświętszej Maryi Panny Królowej  Świata w Alto Molócue nuncjusz apostolski w Mozambiku, arcybiskup Luís Miguel Muñoz Cárdaba.  